# Paisaje protegido Valle del Lunarejo

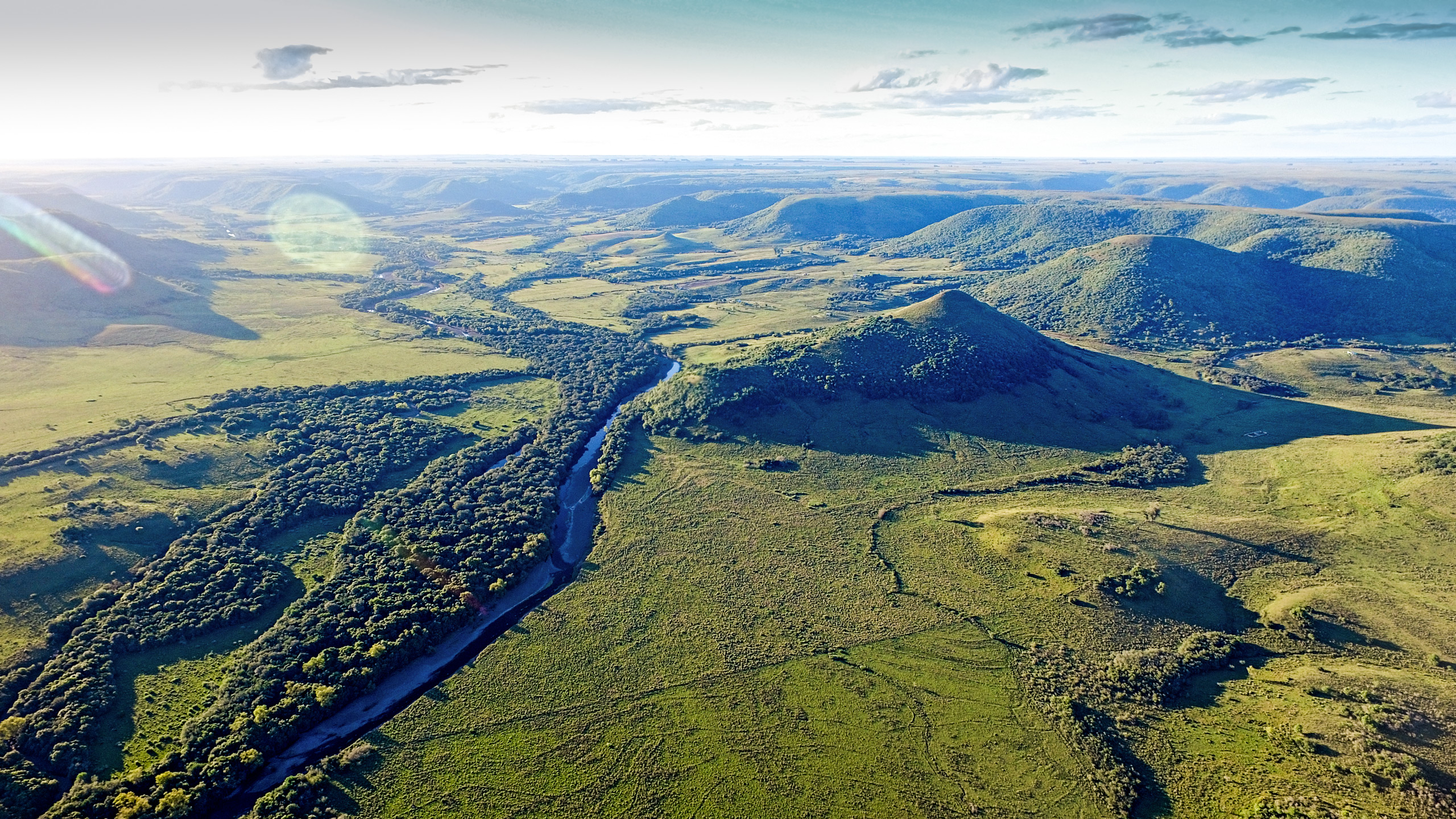
Vista panorámica del Valle del Lunarejo.

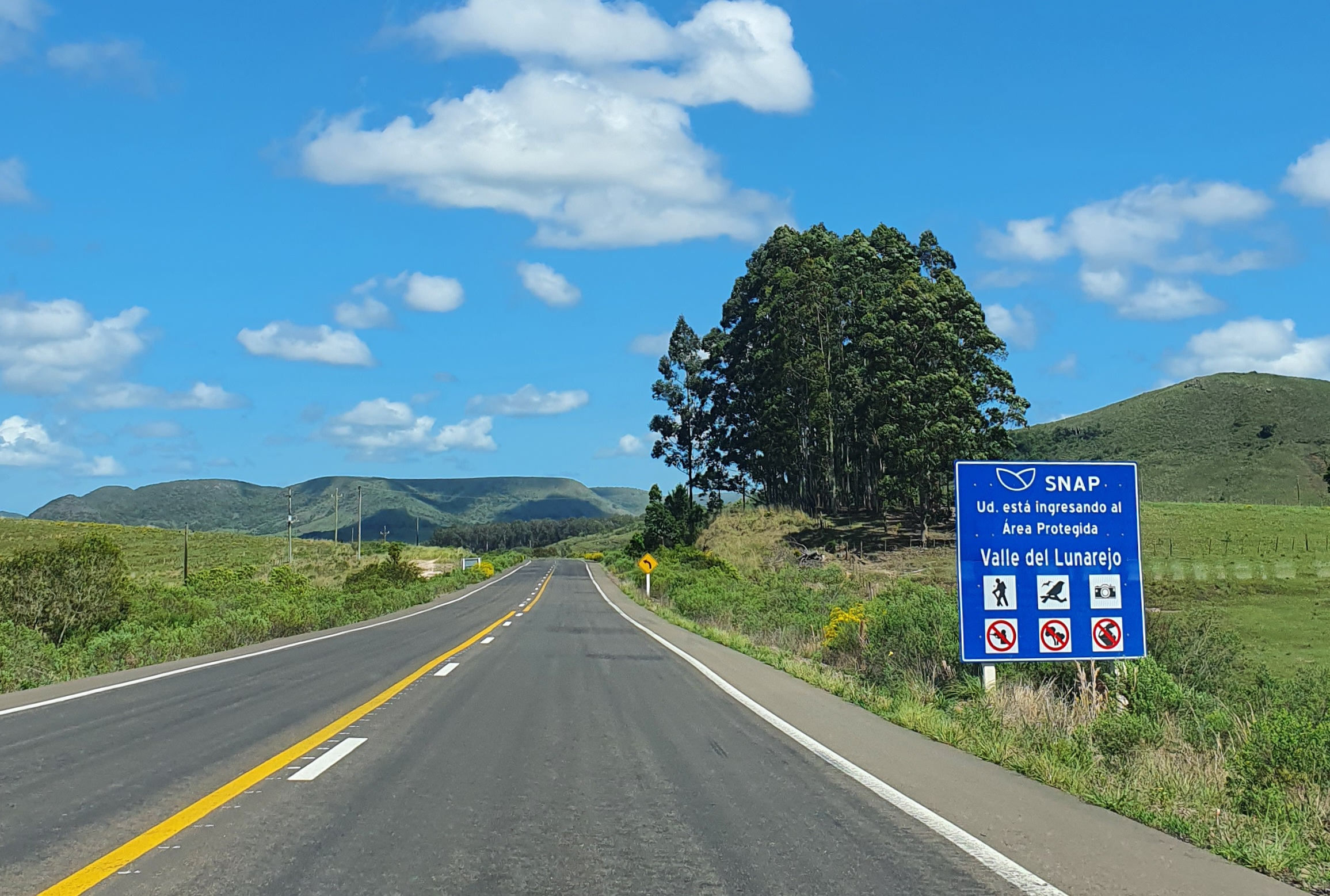
La ruta 30 atraviesa el área protegida.

El Paisaje Protegido Valle del Lunarejo (más conocido como Valle del Lunarejo) es una de las áreas protegidas del Uruguay, desde 2009 integra el Sistema Nacional de Áreas Protegidas (SNAP). Lo conforman un valle surcado por varios cursos de agua, cerros con alturas superiores a los 350 metros, numerosos saltos de agua y cascadas, así como bosques y pastizales. El área posee diversos ambientes naturales, donde se presenta una amplia diversidad en cuanto a fauna y flora

## Ubicación
El área protegida se encuentra situado en el norte del país, en la zona noroeste del departamento de Rivera, próximo al límite con los departamentos de Artigas y Salto. Se accede al área desde la ruta 30, en la cercanía a las localidades de Masoller, Boquerón, La Palma y Lunarejo.

## Historia
El parque fue establecido por decreto N°10839/01 de la Intendencia de Rivera en el año 2001. Si bien la tenencia de los predios que conforman el parque es de propiedad privada, el manejo está a cargo de la Dirección Nacional de Medio Ambiente (DINAMA), la Intendencia de Rivera (IMR), y de los propietarios de la Colonia Aparicio Saravia, correspondiente al Instituto Nacional de Colonización (INC). A través del decreto N°476/009 del 14 de octubre de 2009, se seleccionó y delimitó el área del Valle del Lunarejo a ingresar en el sistema nacional de áreas naturales protegidas de Uruguay, bajo la categoría de paisaje protegido.

## Características
El valle está formado por el Arroyo Lunarejo y sus afluentes, entre ellos los arroyos Rubio Chico, de los Molles, de Eduardo, de los Difuntos, de las Yeguas, Quebrada Grande, Cerro Bonito, del Paso de la Laguna, y Gajo del Lunarejo. El arroyo Lunarejo es afluente de la margen derecha del río Tacuarembó, y su cuenca está enmarcada al oeste y al norte por la Cuchilla de Haedo, y al sur por la cuchilla de la Venta Quemada. El área declarada como protegida corresponde a un total de 29.286 hectáreas.

### Clima
El clima del lugar se caracteriza por una temperatura media de 19 °C, con una media máxima mensual de 24.7 °C en el mes de enero, y una media mínima mensual de 11.1 °C en el mes de julio. La media de precipitaciones anuales es de 1639 mm (período 1961-1990). Los registros correspondientes a esta zona, se sitúan por encima de la media nacional, lo que permite que se desarrolle en el lugar una vegetación subtropical. A su vez existen dos microclimas  diferenciados en la zona, por un lado aquel que corresponde a la zona de la quebrada y por otro al correspondiente a la zona de las cuchillas.

### Geología
Se trata de una zona de contacto entre las formaciones Arapey y Tacuarembó. Está formada por lavas basálticas del tipo toleítico con estructura en coladas, con intercalaciones de areniscas eólicas. La edad de los derrames es Mesozoica (Cretácico Inferior), mientras que la formación de origen continental corresponde al Mesozoico inferior o medio (Jurásico-Triásico).

### Morfología
En la topografía de la zona se pueden diferenciar principalmente cuatro áreas:
- zona de terrenos altos y planos con ligera ondulación y suaves pendientes, las que se vuelven más pronunciadas en las nacientes de los arroyos y cañadas;
- zona de escarpadas basáliticas, coluviones y sedimentos arenosos con pendientes muy pronunciadas;
- zona de llanuras medias de escasa pendiente y mayormente cercanas a las vías de denaje;
- planicies de acumulación (glacis).

### Flora

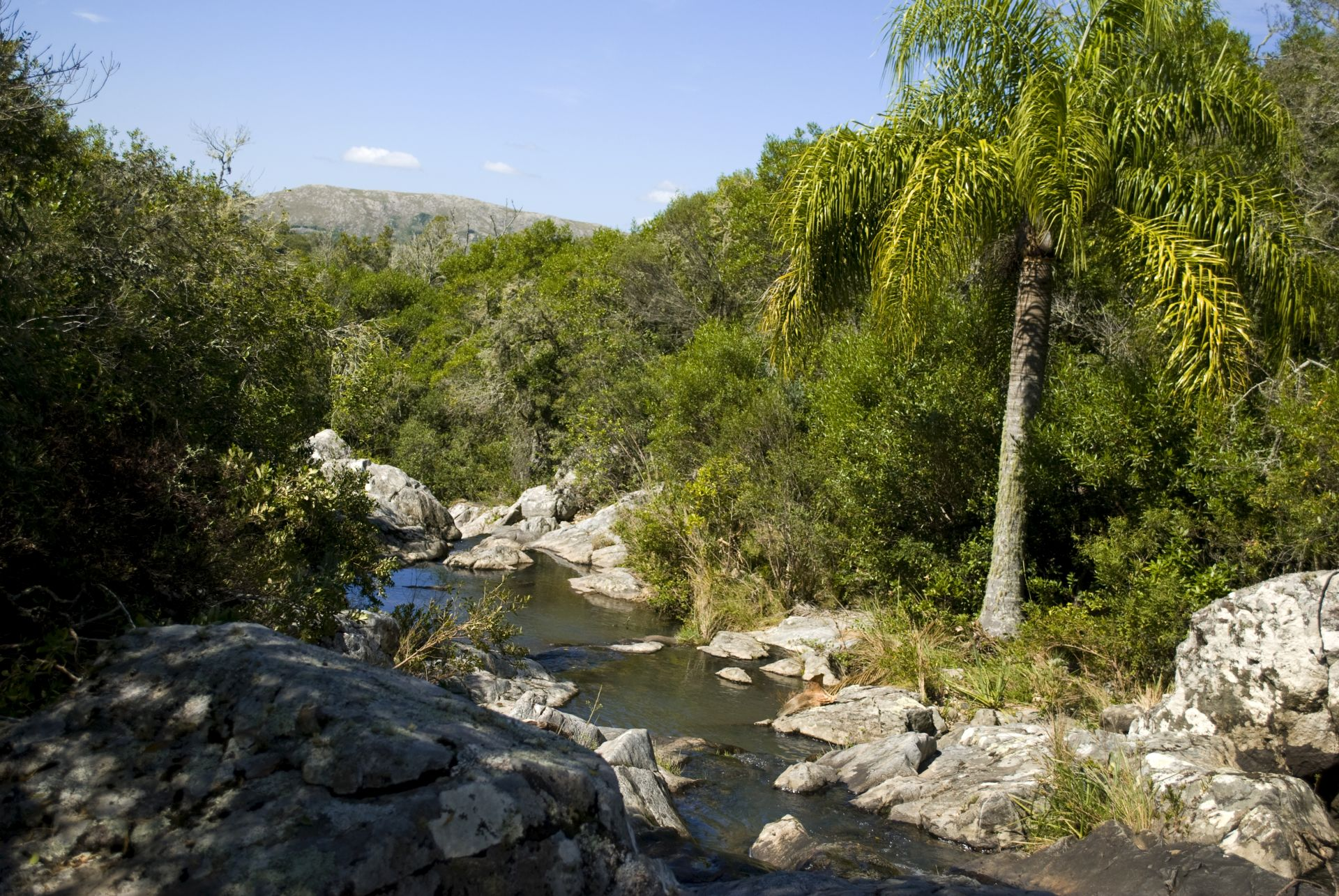
El área se caracteriza por una abundante y densa vegetación.

La vegetación de valle está dominada por pradera y arbustos leñosos, que se encuentran asociadas con montes naturales y un abundante sotobosque de helechos, piperáceas y orquídeas, junto con epífitas bromeliáceas y cactáceas. Entre la flora destacan las especies de sauce, sarandí, palo de leche, mataojo, ceibo, azota caballo, palo de jabón, tarumán, blanquillo, molle reastrero, quebracho flojo, entre otros.

### Fauna
En el valle se han registrado más de 150 especies de aves, algunas de las cuales, solo habitan en ese lugar, mientras que otras mantienen poblaciones mayores en el lugar comparadas con el resto del país. Dentro de las aves se encuentran:  seriema, maracaná, tachurí coludo, bandurria amarilla y la viudita colorada, gavilán pardo, corbatita boina negra, entre otros. Los anfibios más representativos son la ranita uruguaya y el sapito Devincenzi. Entre los reptiles se destacan la víbora de cascabel, que se encuentra extinta en el sur de Uruguay, la yarará, la víbora de coral, y la crucera. Entre los mamíferos están el oso hormiguero chico, el tatú rabo molle, el gato margay, el coatí, el coendú, zorro perro, comadreja mora, jabalí y el guazubirá.